# Anisomys imitator
Anisomys imitator е вид бозайник от семейство Мишкови (Muridae), единствен представител на род Anisomys.

## Разпространение
Видът е разпространен в Индонезия и Папуа Нова Гвинея.